# Контамінація (література)
Контамінація (лат. contaminatio — схрещування, змішування) — поєднання у літературних творах добре відомих частин інших творів (віршових, пісенних рядків або й цілих строф, куплетів тощо) не як цитат, а як структурних змістовних складників. Вперше використана і поширена римським комедіографом Гнеєм Невієм. Згодом цей прийом застосовували й інші автори з метою пристосувати грецькі комедійні твори до римської сцени. Контамінацію треба відрізняти від ремінісценції — переосмисленого відлуння в художньому творі мотивів, образів іншого широковідомого твору, перегуку з ним.

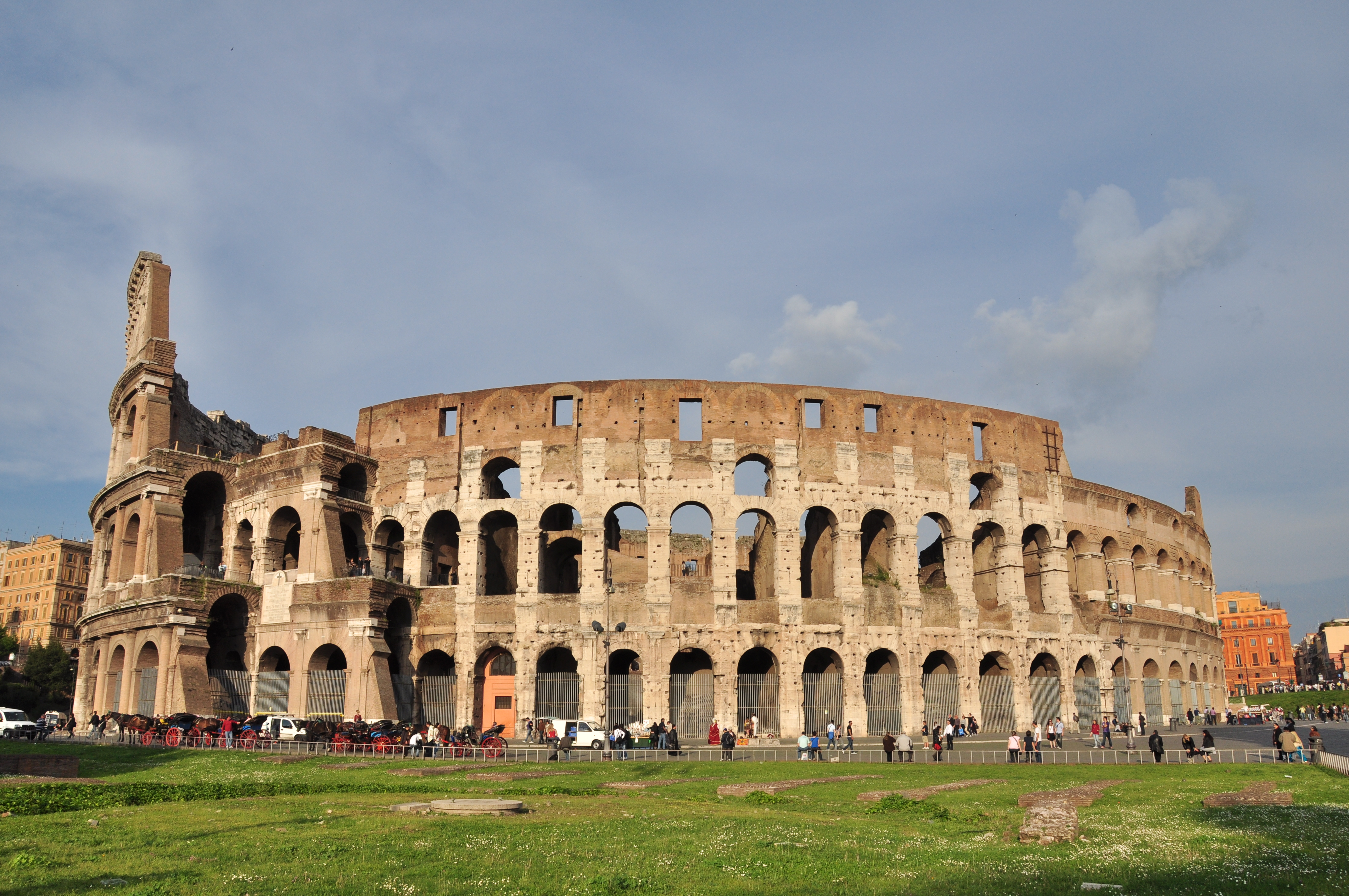
Рим - батьківщина прийому контамінації

## Виникнення
Прийом контамінації або ж “зіткнення” придумав і вперше використав видатний римський комедіограф Гней Невій, який прагнув адаптувати давньогрецькі зразки до потреб своїх сучасників. Він змішував дві або кілька подій під час розповіді, вкраплював подробиці однієї події до іншої, створюючи з двох (чи навіть більше) комедій грецького автора одну римську, яка завжди мала відбиток римської дійсності. Таким чином Гней Невій то ускладнював, то спрощував оригінал, давав нові характеристики дійовим особам, керуючись при цьому вимогами римської сцени та глядачів.

## Подальше використання
Контамінацію активно використовували чи не всі відомі римські комедіографи, окрім, напевно, Цецилія Стація. Так Плавт досить часто застосовує цей прийом як засіб посилення комізму. Контамінація у його творах може виявитися в поєднанні різних інтриг, злитті двох п'єс в одне ціле, у перенесенні якоїсь сцени із однієї комедії в іншу. Прикладом усього зазначеного може слугувати його п'єса "Вакхіди". Прийомом контамінації активно користувався і Теренцій, який навіть вказував на це у своїх прологах.
Однак, при вивченні творчості Плавта і Теренція варто зважати на те, що текстів грецьких комедій, які переробляли згадані автори, на жаль, не збереглося. Окрім того, можна з упевненістю стверджувати, що драматурги доволі вільно адаптували оригінали давньогрецьких п’єс. Із зазначених причин зараз неможливо встановити ступінь залежності творів римських авторів від першоджерел (про це ми можемо лише здогадуватися). Натомість слід розглядати згадані комедії як твори самих Плавта і Теренція, як і вважали їхні сучасники.

## Суперечливість методу
Контамінацію не можна вважати механічним копіюванням, компіляцією, адже під час неї автор повинен органічно зв’язати всі вставки та переробки, знищити так звані “шви”, що могли б заважати сприйняттю твору. Так, наприклад, подібні “шви” в комедіях Теренція можна помітити лише при детальному розборі його п’єс і лише на рівні гіпотез, що свідчить про майстерність викладу й стилю автора. Однак, незважаючи на це, не у всіх літературних давньоримських колах контамінацію сприймали як позитивне явище. Деякі письменники, особливо Лусцій Ланувін, твори якого до нас не дійшли, активно виступали проти згаданого прийому. У II ст. до н. е. з цього питання, безсумнівно, велася гостра полеміка, однак знаємо ми про неї дуже мало (відомості збереглися лише в прологах комедій Теренція).
Теренцій, чиї високохудожні твори часто не визнавав широкий загал, був палким прихильником контамінації. Свою думку з цього приводу поет висвітлював у прологах власних комедій. Далі наведено уривки деяких з них, що  яскраво ілюструють позицію Теренція та протиставлення його доводів "поетові старому" (імовірно згаданому Лусцію Ланувіну):
1. Постановку проблеми знаходимо в пролозі комедії “Карають самі себе". Як бачимо, Теренцій вважає прийом контамінації вартим наслідування, адже так робили видатні комедіографи і до нього: "Зложелатели / Пускают слухи, что перемешал поэт / Комедий много греческих, творя из них / Немногие латинские. Не спорит он: / Так делал; но себя не упрекает в том / И впредь намерен делать то же самое. / Пример ему - отличные писатели: / Он думает, что и ему дозволено / По их примеру действовать. [1]"
2. У пролозі до п'єси "Дівчина з Андроса" комедіограф гостро й рішуче заперечує звинувачення поетів старшого покоління. Він жаліється, що змушений замість розповіді змісту драматичного твору відповідати на злісні закиди ворогів: "Почувствовавши к творчеству влечение, / Поэт одну задачу положил себе, / Чтоб нравились его созданья публике; / Но видит, что совсем выходит иначе: / Он тратит на прологи все старание / Не с тем, чтоб содержанье пьес рассказывать, / Но с тем, чтобы на злобные ругательства / Врагу, поэту старому, давать ответ."[2] Поета звинувачують у перенесенні деяких елементів п'єс Менандра до свого твору: "Что ставится в порок ему, послушайте! / Сочинены Менандром две комедии, / "Андросска" и "Перинфянка"; одну из них / Узнаете - и обе знать вы будете: / Они не так уж содержаньем разнятся, / Но сильно различаются в них стиль и речь. / Поэт готов сознаться: из "Перинфянки" / В "Андросску" перенес он подходящее, / Воспользовался как своим. Вот этим-то / Его и попрекают, возражая так: / Нельзя из двух одну сплавлять комедию."[2] Далі Теренцій зазначає доволі важливу деталь для розуміння цієї давньоримської полеміки. Виявляється, що жорсткій критиці за використання прийому контамінації піддавалися також Плавт, Гней Невій та Квінт Енній: "Не слишком ли мудрят, до полной глупости? / Виня его, винят так Плавта, Невия / И Энния, которых этот наш поэт / Считает образцами и скорей готов /Им подражать с их вольною небрежностью." [2]
3. У пролозі комедії "Євнух" Теренцій наводить наступний доказ на користь контамінації: "В конце концов не скажешь ничего уже, / Что не было б другими раньше сказано. / И справедливость требует поэтому, / Чтоб дело рассмотрели вы старательно / И дали снисхожденье, если новые / Поэты то же делают, что прежние. [3]"

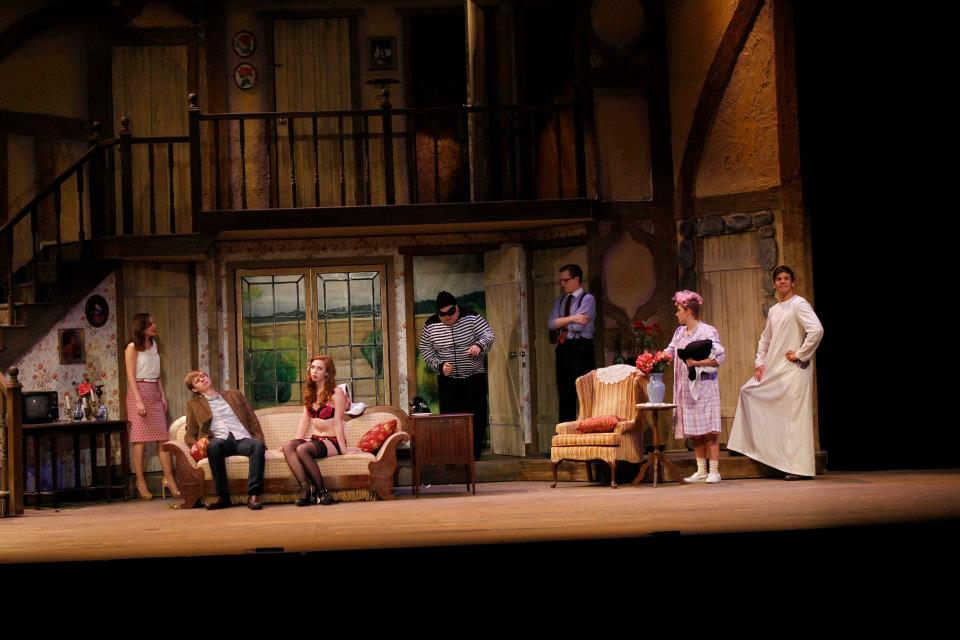
Вистава "Шум за сценою" 1

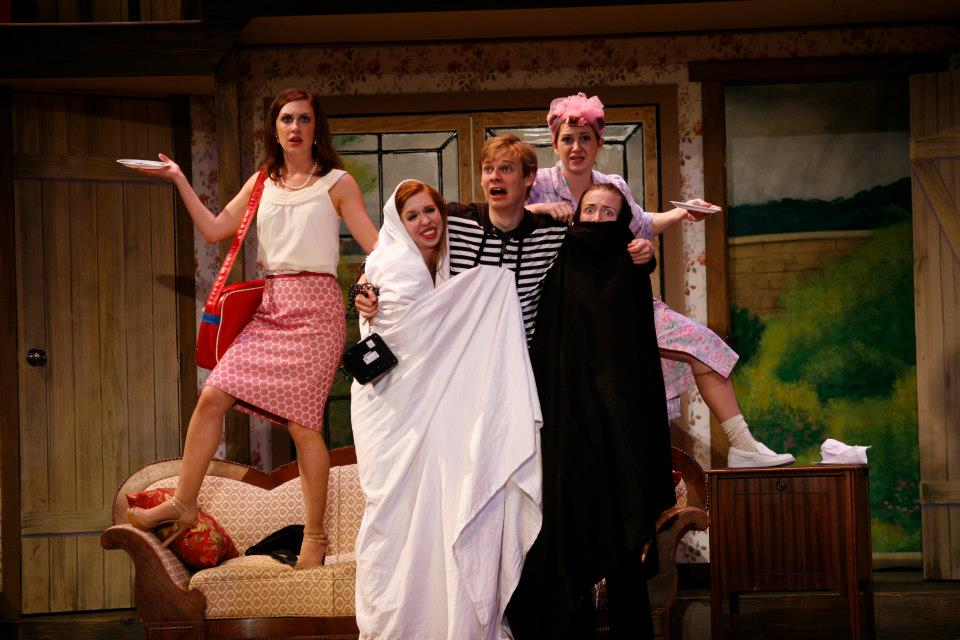
Вистава "Шум за сценою" 2

## Давньоримська контамінація у постмодерністських постановках античних драм
Щось подібне до контамінації спостерігаємо в постановці античних драм на сучасній сцені. Автори-постмодерністи широко застосовують прийом створення п’єси з багатьох джерел, що безсумнівно нагадує спосіб, у який писали римські комедії III-II ст. до нашої ери. Старовинні тексти зараз адаптуються, модернізуються і трансформуються з метою творення чогось нового й цікавого. На цей феномен влучно вказує Ліза Моріс, наводячи декілька прикладів подібного явища, що мають різноманітні форми і варіюються від чистого фарсу «Шуму за сценою» Майкла Фрейна до витонченості і вишуканості постановки «Розенкранц і Гільденстерн мертві» Тома Стоппарда. Не можна не згадати також п’єсу «Будинок і сад» Алана Айкборна (складається з двох вистав, що виконуються одночасно у двох сусідніх театральних просторах). Грецька трагедія знайшла особливе відображення у творчості драматургів у країнах, які страждають від конфліктів та соціальних протиріч. Багато з цих п’єс  — не просто буквальні переклади. Драматурги залучають інші джерела, щоб розширити коло проблем та створити потужну багатошарову атмосферу. Прикладом можуть слугувати сучасні інтерпретації "Антігони" Софокла: "Антігона" Брендона Кеннелліта фільм "Ен Девлін" Пата Мерфі. Такі п'єси через свій унікальний стиль вимагають від глядачів високого рівня театральної обізнаності. Ця особливість постмодерного театру зумовлює контекст, у якому слід обговорювати сучасні постановки класичної драми, згадані вище. Подібний погляд проливає світло не лише на модерне театральне дійство, а й на римську комедію часів Плавта і Теренція.

## Приклади контамінації в українській літературі
За сотні років концепція контамінації дещо змінилася. Зараз в контаміновані конструкції можуть входити не лише основні події чи герої, а й, скажімо,  крилаті вислови. Наприклад, вислів з Євангелія “Тоді Ісус сказав учням своїм: коли хто хоче йти за мною, нехай зречеться себе самого і візьме хрест свій і йде за мною” М.Коцюбинський вкрапив у плин думок персонажа оповідання “Коні не винні”, фарисея-народолюбця Малини: “Він мученик і добровільно несе свій хрест”.
На контамінації рядків з поезії Лесі Українки М.Рильський побудував вірш “На Ай-Петрі”:
[…] Ти йшла проти бурі,
Мірялась силою з нею,
Проти надії надіялась ти,
Тож годиться й тебе, непоклінну,
Слово твоє, що міцніше за крицю,
Називать — Ломикамінь!

## Контамінація у фольклорі
У фольклорній ліриці, особливо в колискових піснях, коломийках, контамінація є органічною рисою творчого процесу, дає велику кількість варіантів з одним і тим же мотивом. У коломийках та інших піснях спостерігаються вкраплення цілих рядків з інших ліричних пісень:

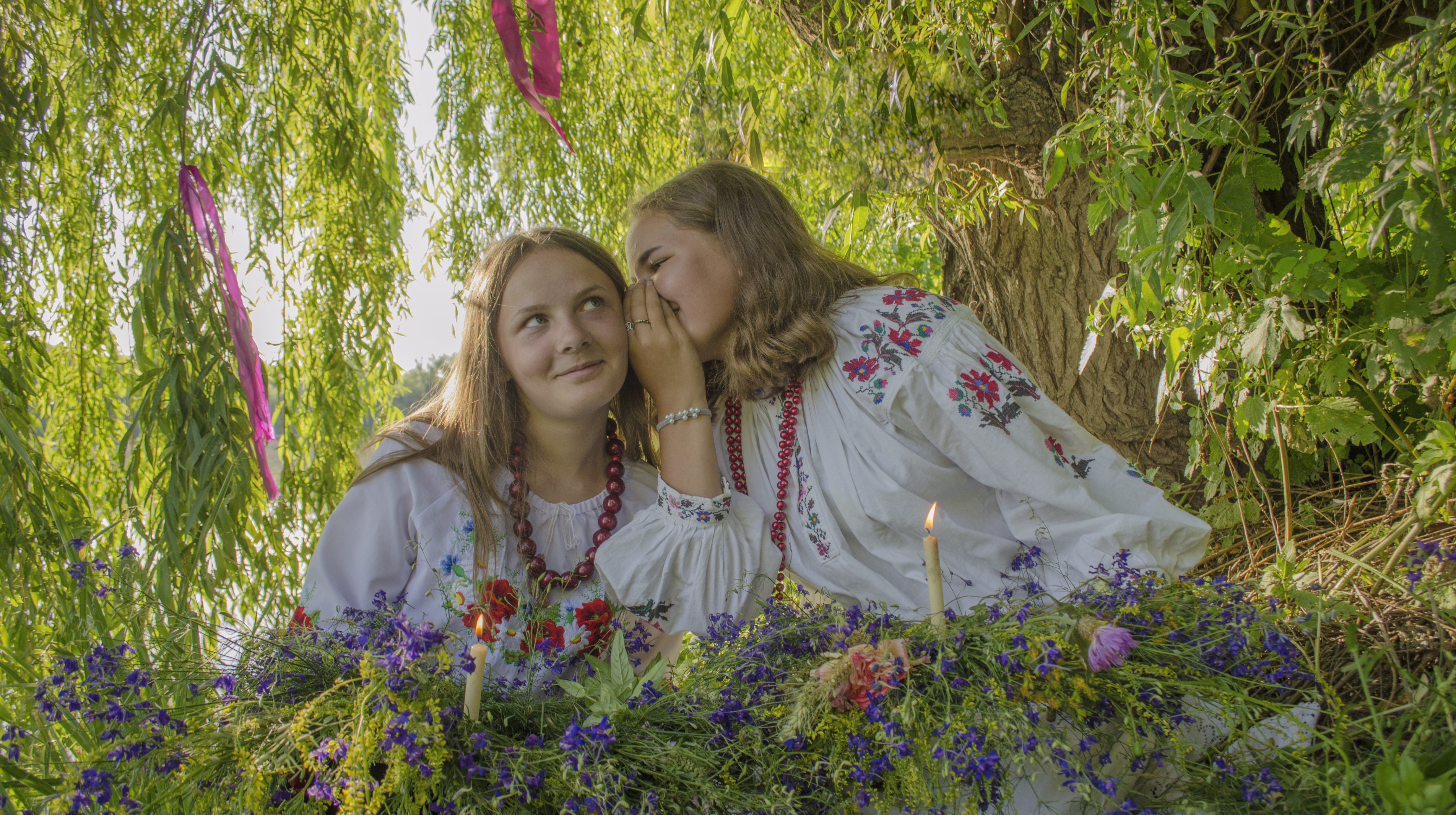
Фольклор - сучасне джерело контамінації

Стоїть явір над водою, в воду похиливсі,
З України до дівчини козак залицєвсі.
Ой на ставу, на ставочку дрібні каченята,
Які в тебе, такі в мене сиві оченята.
Контамінація властива й іншим жанрам фольклору — прислів’ям, загадкам, казкам. Однак, у творах історичного змісту — історичних піснях, баладах, думах — контамінація може бути не творчою ознакою, а результатом забування творів, руйнування, занепаду жанру. 